# Strengita
La strengita es un mineral de la clase de los minerales fosfatos, y dentro de esta pertenece al llamado “grupo de la variscita”. Fue descubierta en 1877 en la mina Eleonore en Wetzlar, estado de Hesse siendo nombrada así en honor de Johann A. Streng, profesor de mineralogía en la universidad de Heidelberg (Alemania).

## Características químicas
Es un fosfato hidratado de hierro, dimorfo con la fosfosiderita. El grupo de la variscita al que pertenece son todos arseniatos y fosfatos del sistema cristalino ortorrómbico.
Forma una serie de solución sólida con la variscita (AlPO4·2H2O), en la que la sustitución gradual del hierro por aluminio va dando los distintos minerales de la serie. Los términos intermedios reciben el nombre de variedad de barrandita, y fueron descubiertos y descritos antes que la propia strengita. Una segunda serie es la que forma con la escorodita (Fe3+AsO4·2H2O), en la que se va sustituyendo el fósforo por arsénico.
Además de los elementos de su fórmula, suele llevar como impureza aluminio.

## Formación y yacimientos
Es un mineral secundario formado en la superficie o cerca de ella, a partir de la alteración de fosfatos con hierro, tales como la trifilita en rocas pegmatitas tipo granito, o dufrenita, o bien puede aparecer en yacimientos de limonita o magnetita rellenando cavidades.
Suele encontrarse asociado a otros minerales como: beraunita, hureaulita, dufrénita, bermanita, stewartita, cacoxenita, rockbridgeíta, vivianita, apatito, leucofosfita o fosfosiderita.
Aunque no forma masas importantes, está bastante difundido en forma de cristales de pequeño tamaño, muy apreciados por los coleccionistas de  micromounts.  En España son muy conocidos los ejemplares de la mina La Paloma, Zarza la Mayor (Cáceres).